# Cryptosporidium scophthalmi
Cryptosporidium scophthalmi is een soort in de taxonomische indeling van de Myzozoa, een stam van microscopische parasitaire dieren. Het organisme komt uit het geslacht Cryptosporidium en behoort tot de familie Cryptosporidiidae. Cryptosporidium scophthalmi werd in 2004 ontdekt door Alvarez-Pellitero, Quiroga, Sitjà-Bobadilla, Redondo, Palenzuela, Padrós, Vázquez & Nieto.